# Lype reducta
Lype reducta – gatunek chruścika z rodziny Psychomyiidae.
Larwy budują norki z nici jedwabnych i fragmentów części organicznych i mineralnych. Postacie doskonałe (imago) spotykane są w pobliżu jezior, aktywne wieczorem i w nocy, przylatują do światła.
Uważany za gatunek eurytopowy zasiedlający rhitral i potamal, choć spotykany i w jeziorach, limneksen.
Imagines złowiono nad jez. Kajkowo (Poj. Mazurskie), Łąkie, Głęboczko i Kaleńskie (Poj. Pomorskie), jak też nad starorzeczami w Górach Świętokrzyskich. W Finlandii rzadko spotykany, w strumieniach. Także i na Łotwie występowanie ograniczone do cieków. Częściej spotykane imagines nad jez. Balaton.